# Oncocnemis tetrops
Oncocnemis tetrops là một loài bướm đêm trong họ Noctuidae.